# Saukkosaari (ö i Norra Savolax, Inre Savolax, lat 62,55, long 26,72)
Saukkosaari är en ö i Finland. Den ligger i sjön Konnevesi och i kommunen Rautalampi i den ekonomiska regionen  Inre Savolax ekonomiska region  och landskapet Norra Savolax, i den centrala delen av landet, 280 km norr om huvudstaden Helsingfors. Öns area är 40,5 hektar och dess största längd är 1 kilometer i nord-sydlig riktning.